# El dragón de fuego
El dragón de fuego es una obra de teatro en tres actos y un prólogo, divididos en nueve cuadros, de Jacinto Benavente, estrenada en 1904.

## Argumento
En el imaginario Reino Oriental de Nirvan, el Rey Danisar, de débil personalidad, se ve incapaz de gobernar adecuadamente e impedir las íntrigas de la corte. Al país llegan aventureros procedentes del Reino europeo de Silandia que se infiltran en la Corte para hacerse con las riquezas, con la aquiescencia del Rey pero frente a la oposición de la Reina Dasarata y del pueblo nirvanense. La revolución contra los invasores no se hace esperar, pero éstos, prevenidos, derrocan a Danisar y sitúan en el trono a su hermano Durani.La Reina Dasarata reacciona a tiempo, le saca los ojos a Durani y Danisar acaba en manos de sus súbditos, sedientos de venganza.

## Representaciones destacadas
- Teatro (Teatro Español, Madrid, 15 de marzo de 1904. Estreno). 
  - Intérpretes: María Guerrero, Fernando Díaz de Mendoza, Alfredo Cirera, Sta. Socias, Sta. Villar, Srta. Colorado.

- Teatro (Teatro de la Princesa, Madrid, 1918)
  - Intérpretes: Margarita Xirgu, Matilde Asquerino.